# Mahan Kosh
La  Guru Shabad Ratnakar Mahan Kosh , nota più comunemente come  Mahan Kosh , è stata la prima enciclopedia in lingua punjabi, redatta da Bhai Kahn Singh Nabha  (1861-1938) e da questi aggiornata per quarant'anni. È considerata un'opera di notevole importanza storica in termini di impatto culturale e innovazione metodologica.
L'enciclopedia contiene 64.263 lemmi ad argomento storico-religioso inerenti ai testi del canone sikh. Le voci sono ordinate secondo l'alfabeto alfabeto gurmukhi e presentano citazioni del Guru Granth Sahib, del Dasam Granth e del Gur Pratap Suraj Granth, fra gli altri testi dello sikhismo.
Ogni voce indica l'etimologia del termine e i suoi molteplici significati, contestualizzati da esempi tratti da opere di epoche differenti. I termini di origine arabo-persiana o sanscrita vengono indicati anche nel rispettivo alfabeto, per consentire una pronuncia e connotazione corrette.

## Storia
Mentre studiava due testi sacri dello sikhismo, il Granth Guru Girarth Kos del Pandit Tara Singh Narotam (pubblicato nel 1895) e il Sri Guru Granth Kos di Hazara Singh (pubblicato nel 1899), Kahn Singh concepì il progetto di realizzare una lessicografia dei testi storici della religiosità sikh, al fine di promuovere l'alfabetizzazione e la diffusione degli studi critici nella lingua panjabi.
Il 12 maggio 1912, si dimise dalla posizione nello Stato Nabha per dedicarsi al progetto. Sei anni più tardi, venne a mancare il suo mecenate Brijindar Singh, maharaja dello stato di Faridkot, che in precedenza aveva patrocinato il lavoro di ricerca accademico sul testo sacro chiamato Guru Granth Sahib.

A seguito dell'abdicazione al trono del maharaja Ripudaman Singh, nel 1923, il maharaja Bhupinder Singh dello stato di Patiala divenne il secondo finanziatore dell'opera e si offrì di coprire interamente i costi di pubblicazione.
Conclusa l'attività editoriale il 6 febbraio 1926, il processo di pubblicazione ebbe inizio il 26 ottobre 1927 presso gli stabilimenti tipografici della Sudarshan Press ad Amritsar, azienda di proprietà del poeta e imprenditore punjabi Dhani Ram Chatrik (1876-1954). La prima stampa, in quattro volumi, fu terminata il 13 aprile 1930.

Successivamente, il Dipartimento di Lingue del Punjab, con sede a Patiala, curò una nuova versione dell'opera, composta da un unico volume, e pubblicata in tre edizioni, l'ultima delle quali risale al 1981. La Punjabi University di Patiala realizzò la prima traduzione del Mahan Kosh in lingua inglese.